# Sinsen Station
Sinsen Station (sinsen stasjon) er en metrostation på T-baneringen på T-banen i Oslo. Stationen blev indviet 20. august 2006 af Kronprins Haakon som en del af anden og sidste del af T-baneringen.
Stationen ligger lige vest for Sinsenskrysset mellem Trondheimsveien og Storoveien, en del af Riksvei 150 (Ring 3). Der er adgang til stationen fra begge sider af Trondheimsveien og fra Hans Nielsen Hauges gate i nord.
Stationen ligger i forlængelse af Torshovsdalen i bydelen Sagene og derved egentlig udenfor kvarteret Sinsen. Dette gør at stationen betjener det sydøstlige Sandaker og det nordøstlige Torshov (eller Åsen) lige så godt som det nordvestlige Sinsen.